# Corhiza pauciarmata
Corhiza pauciarmata is een hydroïdpoliep uit de familie Halopterididae. De poliep komt uit het geslacht Corhiza. Corhiza pauciarmata werd in 2009 voor het eerst wetenschappelijk beschreven door Ansín Agís, Vervoort & Ramil. 